# سیانوپیندولول
سیانوپیندولول (انگلیسی: Cyanopindolol) یک داروی مشابه پیندولول است که آنتاگونیست گیرنده β1 و همچنین آنتاگونیست گیرنده HT-51A است. یدوسیانوپیندولول از مشتقات این دارو است که فرم نشاندار با ماده رادیواکتیو آن در روند تعیین نقشه گیرنده‌های بتا آدرنرژیک در بدن کابرد فراوانی داشته‌است.